# Геральдическое общество во Львове
Геральдическое общество во Львове (1906—1925), а после Польское геральдическое общество в Варшаве (1925—1939) — общественное научно-просветительное общество, которое объединяло учёных, художников, любителей и знатоков геральдики. Учреждено в 1906 году во Львове. Своей задачей определяло исследования в области геральдики и генеалогии, а также дисциплин, тесно связанных с ними. 
Первым председателем общества стал один из его основателей — известный геральдик и генеалог Ежи Дунин-Борковский, который возглавлял общество с 1906 по 1908 год. Активными членами общества в разное время были известные исследователи сферы специальных исторических дисциплин: З.Люба-Радзиминский, В.Семкович, О.Яблонский, А.Прохаска, Х.Полячкувна, К.Соханевич, О.Халецкий. 
С 1908 года налажен выпуск двух периодических изданий, появлявшиеся в печати на польском языке: «Miesięcznik Heraldyczny» и «Rocznik Towarzystwa Heraldycznego we Lwowie». На их страницах освещались вопросы источниковедения, теория и библиография геральдики, генеалогия благородных родов, средневековые гербовники, разнородный сфрагистический материал. Среди их публикаций, в частности — статьи Б. Барвинского «Печати галицко-владимирских бояр первой половины XIV в.» и М.Гайсига «Неизвестная древняя печать скамьи г. Львова». В 1925 году общество было переименовано в Польское геральдическое общество с переносом центра в Варшаву. Просуществовало до 1939 года.